# Auguste Ambroise Tardieu

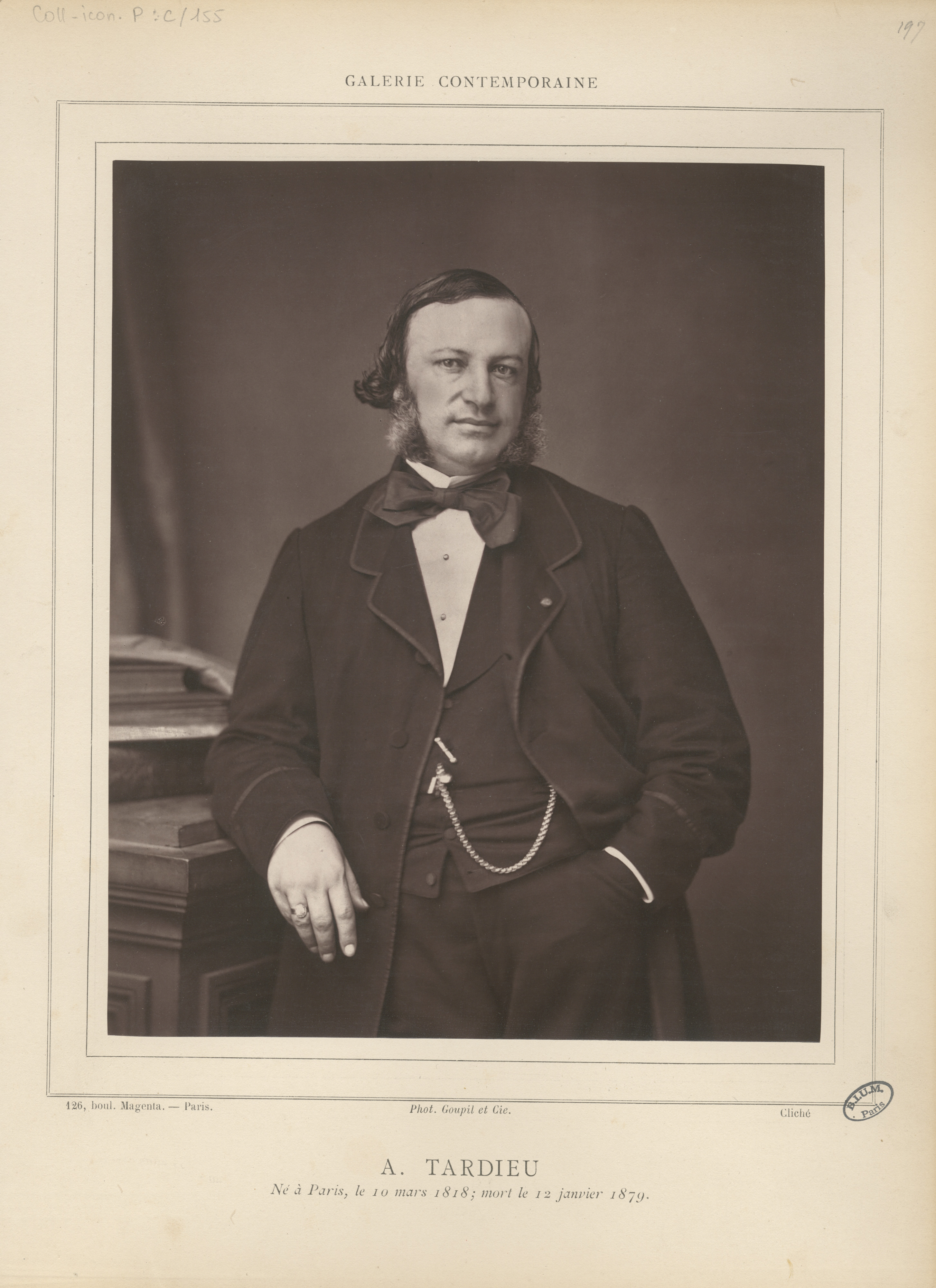
Auguste Ambroise Tardieu.

Auguste Ambroise Tardieu, född 10 april 1818 i Paris, död där 12 januari 1879, var en fransk läkare.
Tardieu blev medicine doktor 1843 och professor i rättsmedicin vid medicinska fakulteten i Paris 1861 samt var sedan 1867 president i Comité consultatif d'hygiène publique. Han var en av sin tids mest betydande rättsläkare. Omfattande praktisk erfarenhet, grundad på ett mångsidigt och ytterst rikhaltigt material, satte honom i stånd att utveckla betydande skriftställarverksamhet. Förutom ett stort antal avhandlingar i "Annales d'hygiène publique et de médecine légale" utgav han talrika arbeten av större omfattning.
Om Tardieu skrev 1919 den finländske läkaren Robert Tigerstedt: "Tardieus hufvudstyrka ligger i kasuistiken och hans förnämsta förtjänst i meddelandet af de af honom sedda och bedömda fallen samt i hans framställning af därur deducerade erfarenhetssatser. En djupare undersökning af rättsmedicinska frågor, speciellt den experimentella pröfningen af dem, var mindre hans sak".